# Суплетивізм
Суплетивізм — утворення граматичних форм одного й того ж слова від різних основ або коренів. Наприклад:
- брати (недоконаний вид) — взяти (доконаний вид)
- говорити (недоконаний вид) — сказати (доконаний вид)

Суплетивізм як єдиний засіб вираження граматичних значень характерний для парадигми особових займенників у індоєвропейських мовах:
- укр. я - мене, вона - її, ми - нас
- нім. Ich - mich, sie - ihr, wir - uns
- англ. I - me, she - her, we - us
- фр. je - me

У індоєвропейських мовах  суплетивізм також використовується при творенні ступенів порівняння прикметників:
- укр. гарний — кращий
- англ. good — better

В українській мові суплетливість виступає найчастіше у відміні займенників (я: мене; ти: тебе; він: його; ми: нас; хто: кого; що: чим), при ступенюванні прикметника (добрий: кращий), при творенні  дієслів доконаноного виду (брати: взяти; говорити: сказати) чи їхніх часів (йду: йшов) та множинних форм іменника (дитина: діти). Суплетивність проявляється широко й у давньому називанні деяких чоловічих і жіночих осіб і тварин замість суфіксово-парних відповідників (кінь: кобила, хоч лош-ак: лош-иця; син: дочка, хоч учень: учениця). Суплетивність досліджував Ю. Касім.